# Milan Bakeš (střelec)
Milan Bakeš (* 26. ledna 1963 Chrudim) je bývalý český sportovní střelec, specialista na puškové disciplíny. Byl členem klubu SKP Rapid Plzeň.
Na soutěži Družba 84 v Moskvě získal zlatou medaili v disciplíně libovolná malorážka 3×40 ran a stříbrnou ve vzduchové pušce 10 m. Na Letních olympijských hrách 1992 v Barceloně obsadil 21. místo v libovolné malorážce 3x40 ran a 31. místo v libovolné malorážce vleže. Na Letních olympijských hrách 1996 v Atlantě postoupil ve vzduchové pušce 10 m do finále, v němž obsadil poslední, tj. osmé místo. V libovolné malorážce 3x40 m skončil na atlantské olympiádě osmnáctý. Třikrát se stal mistrem Evropy (1987, 1989 a 1999). Po ukončení aktivní činnosti působí jako trenér a v roce 2007 přivedl české družstvo k titulu evropských šampionů ve velkorážní pušce 3×20 ran.